# Ernst Hierl
Ernst Hierl (* 8. August 1880 in Neumarkt in der Oberpfalz; † 24. Februar 1981 in Detmold) war ein sozialdemokratisch orientierter Vertreter des deutschen literarischen Expressionismus und Reformpädagoge.

## Leben
Nach dem Studium der Philosophie, Germanistik, Geographie und Geschichte wurde er 1908 Deutschlehrer und promovierte 1915 in Gießen. 1918 trat er in die USPD ein, wurde Stadtrat in München und leitete von 1923 bis 1938 das Lehrerseminar in Weimar. Bevor er seinen Altersruhesitz 1970 in Augustdorf bei Detmold bezog, war er in Nürnberg, Regensburg und Wasserburg am Inn wohnhaft.
Sein älterer Bruder war der NSDAP-Politiker Konstantin Hierl.

## Aufsätze
Sein Werk Lehrer und Gemeinschaft. Eine Schule der Verantwortung ist eine im Mai 1919 entstandene Sammlung wichtiger Aufsätze, u. a. Einheitschule und Höhere Schule. Eine erzieherische Notstandsarbeit. (Vorschlag zu einer Kurt-Eisner-Schule). Der Aufsatz erschien zuerst in den Münchner Neuesten Nachrichten im April 1919 während der Räterepublik. Hierl arbeitete am Politischen Rat geistiger Arbeiter mit und war Autor im dritten „Ziel-Jahrbuch“ von Kurt Hiller.

## Werke
- Die Entstehung der neuen Schule. Geschichtliche Grundlagen der Pädagogik der Gegenwart. B. G. Teubner, Leipzig/Berlin 1914.
- Lehrer und Gemeinschaft. Eine Schule der Verantwortung. Verlag Der Neue Merkur, München 1919.
- Das Lächeln des Glücks. Eine dramatische Opferung. Georg Müller, München 1919.
- Das tapfere Liebespaar. Ein dramatischer Vorschlag zum Glück. Oskar Wöhrle, Konstanz 1923.
- Auf der Spur. Lebensbeichte eines gefährdeten Moralsuchers. Europäische Verlagsanstalt, Frankfurt am Main 1962.